# لیتلهم
لیتلهم (به انگلیسی: Littleham) یک روستا و محله مدنی در بریتانیا است که در Torridge واقع شده‌است. لیتلهم ۳۹۴ نفر جمعیت دارد.